# Goldene Himbeere 2003
Die Verleihung der 23. Goldenen Himbeere (engl.: 23rd Golden Raspberry Awards) fand am 22. März 2003, dem Vorabend der Oscarverleihung, im Sheraton Hotel in Santa Monica, Kalifornien statt. Es wurden die schlechtesten Leistungen der Filmindustrie des Filmjahres 2002 ausgezeichnet. Roberto Benignis Pinocchio war der erste fremdsprachige Film, der für eine Goldene Himbeere als schlechtester Film nominiert wurde. Madonna gewann zwei Goldene Himbeeren in den Kategorien als schlechteste Hauptdarstellerin (zusammen mit Britney Spears) und als schlechteste Nebendarstellerin. Der Film Not a Girl erhielt acht Nominierungen, der „Gewinner“ war jedoch Stürmische Liebe – Swept Away mit fünf „Razzies“.

## Preisträger und Nominierungen
Es folgt die komplette Liste der Nominierten und Preisträger.
| Kategorie                                    |                                                                                                 | Gewinner und Nominierte |
| -------------------------------------------- | ----------------------------------------------------------------------------------------------- | --- |
| Schlechtester Film                           | Matthew Vaughn                                                                                  | Matthew Vaughn – Stürmische Liebe – Swept Away (Swept Away) |
| Schlechtester Film                           | Matthew Vaughn                                                                                  | Gianluigi Braschi, Nicoletta Braschi und Elda Ferri – Roberto Benignis Pinocchio (Pinocchio)                                                                       |
| Schlechtester Film                           | Matthew Vaughn                                                                                  | Martin Bregman, Michael Scott Bregman und Louis A. Stroller – Pluto Nash – Im Kampf gegen die Mondmafia (The Adventures of Pluto Nash)                             |
| Schlechtester Film                           | Matthew Vaughn                                                                                  | Ann Carli – Not a Girl (Crossroads) |
| Schlechtester Film                           | Matthew Vaughn                                                                                  | George Lucas und Rick McCallum – Star Wars: Episode II – Angriff der Klonkrieger (Star Wars Episode II: Attack of the Clones)                                      |
| Schlechtester Hauptdarsteller                | Roberto Benigni                                                                                 | Roberto Benigni – Roberto Benignis Pinocchio (Pinocchio) |
| Schlechtester Hauptdarsteller                | Roberto Benigni                                                                                 | Adriano Giannini – Stürmische Liebe – Swept Away (Swept Away) |
| Schlechtester Hauptdarsteller                | Roberto Benigni                                                                                 | Eddie Murphy – Pluto Nash – Im Kampf gegen die Mondmafia (The Adventures of Pluto Nash), I Spy, und Showtime                                                       |
| Schlechtester Hauptdarsteller                | Roberto Benigni                                                                                 | Adam Sandler – Adam Sandlers acht verrückte Nächte (Eight Crazy Nights) und Mr. Deeds                                                                              |
| Schlechtester Hauptdarsteller                | Roberto Benigni                                                                                 | Steven Seagal – Halbtot – Half Past Dead |
| Schlechteste Hauptdarstellerin               | Britney Spears · Madonna                                                                        | Madonna – Stürmische Liebe – Swept Away (Swept Away) und Britney Spears – Not a Girl (Crossroads)                                                                  |
| Schlechteste Hauptdarstellerin               | Britney Spears · Madonna                                                                        | Angelina Jolie – Leben oder so ähnlich (Life or Something Like It)                                                                                                 |
| Schlechteste Hauptdarstellerin               | Britney Spears · Madonna                                                                        | Jennifer Lopez – Genug – Jeder hat eine Grenze (Enough) und Manhattan Love Story (Maid in Manhattan)                                                               |
| Schlechteste Hauptdarstellerin               | Britney Spears · Madonna                                                                        | Winona Ryder – Mr. Deeds |
| Schlechtester Nebendarsteller                | Hayden Christensen                                                                              | Hayden Christensen – Star Wars: Episode II – Angriff der Klonkrieger (Star Wars Episode II: Attack of the Clones)                                                  |
| Schlechtester Nebendarsteller                | Hayden Christensen                                                                              | Tom Green – Schwere Jungs (Stealing Harvard) |
| Schlechtester Nebendarsteller                | Hayden Christensen                                                                              | Freddie Prinze junior – Scooby-Doo |
| Schlechtester Nebendarsteller                | Hayden Christensen                                                                              | Christopher Walken – Die Country Bears – Hier tobt der Bär (The Country Bears)                                                                                     |
| Schlechtester Nebendarsteller                | Hayden Christensen                                                                              | Robin Williams – Tötet Smoochy (Death to Smoochy) |
| Schlechteste Nebendarstellerin               | Madonna                                                                                         | Madonna – Stirb an einem anderen Tag (Die Another Day) |
| Schlechteste Nebendarstellerin               | Madonna                                                                                         | Lara Flynn Boyle – Men in Black II |
| Schlechteste Nebendarstellerin               | Madonna                                                                                         | Bo Derek – Meister der Verwandlung (The Master of Disguise) |
| Schlechteste Nebendarstellerin               | Madonna                                                                                         | Natalie Portman – Star Wars: Episode II – Angriff der Klonkrieger (Star Wars Episode II: Attack of the Clones)                                                     |
| Schlechteste Nebendarstellerin               | Madonna                                                                                         | Rebecca Romijn – Rollerball |
| Schlechteste Filmpaarung                     | GianniniMadonna                                                                                 | Adriano Giannini und Madonna – Stürmische Liebe – Swept Away (Swept Away)                                                                                          |
| Schlechteste Filmpaarung                     | GianniniMadonna                                                                                 | Roberto Benigni und Nicoletta Braschi – Roberto Benignis Pinocchio (Pinocchio)                                                                                     |
| Schlechteste Filmpaarung                     | GianniniMadonna                                                                                 | Hayden Christensen und Natalie Portman – Star Wars: Episode II – Angriff der Klonkrieger (Star Wars Episode II: Attack of the Clones)                              |
| Schlechteste Filmpaarung                     | GianniniMadonna                                                                                 | Anson Mount und Britney Spears – Not a Girl (Crossroads) |
| Schlechteste Filmpaarung                     | GianniniMadonna                                                                                 | Eddie Murphy und Robert De Niro – Showtime, Owen Wilson – I Spy, oder er selbst geklont – Pluto Nash – Im Kampf gegen die Mondmafia (The Adventures of Pluto Nash) |
| Schlechteste Neuverfilmung oder Fortsetzung  | Matthew Vaughn                                                                                  | Matthew Vaughn – Stürmische Liebe – Swept Away (Swept Away) |
| Schlechteste Neuverfilmung oder Fortsetzung  | Matthew Vaughn                                                                                  | Gianluigi Braschi, Nicoletta Braschi und Elda Ferri – Roberto Benignis Pinocchio (Pinocchio)                                                                       |
| Schlechteste Neuverfilmung oder Fortsetzung  | Matthew Vaughn                                                                                  | Sid Ganis und Jack Giarraputo – Mr. Deeds |
| Schlechteste Neuverfilmung oder Fortsetzung  | Matthew Vaughn                                                                                  | Mario Kassar, Betty Thomas, Jenno Topping und Andrew G. Vajna – I Spy                                                                                              |
| Schlechteste Neuverfilmung oder Fortsetzung  | Matthew Vaughn                                                                                  | George Lucas und Rick McCallum – Star Wars: Episode II – Angriff der Klonkrieger (Star Wars Episode II: Attack of the Clones)                                      |
| Schlechtester Regisseur                      | Guy Ritchie                                                                                     | Guy Ritchie – Stürmische Liebe – Swept Away (Swept Away) |
| Schlechtester Regisseur                      | Guy Ritchie                                                                                     | Roberto Benigni – Roberto Benignis Pinocchio (Pinocchio) |
| Schlechtester Regisseur                      | Guy Ritchie                                                                                     | Tamra Davis – Not a Girl (Crossroads) |
| Schlechtester Regisseur                      | Guy Ritchie                                                                                     | George Lucas – Star Wars: Episode II – Angriff der Klonkrieger (Star Wars Episode II: Attack of the Clones)                                                        |
| Schlechtester Regisseur                      | Guy Ritchie                                                                                     | Ron Underwood – Pluto Nash – Im Kampf gegen die Mondmafia (The Adventures of Pluto Nash)                                                                           |
| Schlechtestes Drehbuch                       | George Lucas                                                                                    | George Lucas und Jonathan Hales – Star Wars: Episode II – Angriff der Klonkrieger (Star Wars Episode II: Attack of the Clones)                                     |
| Schlechtestes Drehbuch                       | George Lucas                                                                                    | Roberto Benigni und Vincenzo Cerami – Roberto Benignis Pinocchio (Pinocchio)                                                                                       |
| Schlechtestes Drehbuch                       | George Lucas                                                                                    | Neil Cuthbert – Pluto Nash – Im Kampf gegen die Mondmafia (The Adventures of Pluto Nash)                                                                           |
| Schlechtestes Drehbuch                       | George Lucas                                                                                    | Shonda Rhimes – Not a Girl (Crossroads) |
| Schlechtestes Drehbuch                       | George Lucas                                                                                    | Guy Ritchie – Stürmische Liebe – Swept Away |
| Schlechtester Originalsong                   |                                                                                                 | I’m Not a Girl, Not Yet a Woman aus Not a Girl (Crossroads) – Max Martin, Rami und Dido                                                                            |
| Schlechtester Originalsong                   | Die Another Day aus Stirb an einem anderen Tag (Die Another Day) – Madonna und Mirwais Ahmadzaï | |
| Schlechtester Originalsong                   | Overprotected aus Not a Girl (Crossroads) – Max Martin und Rami                                 | |
| Schlechtester Film, der auf Teenager abzielt | Spike Jonze · Johnny Knoxville                                                                  | Spike Jonze, Johnny Knoxville und Jeff Tremaine – Jackass: The Movie                                                                                               |
| Schlechtester Film, der auf Teenager abzielt | Spike Jonze · Johnny Knoxville                                                                  | Brooks Arthur, Allen Covert, Jack Giarraputo und Adam Sandler – Adam Sandlers acht verrückte Nächte (Eight Crazy Nights)                                           |
| Schlechtester Film, der auf Teenager abzielt | Spike Jonze · Johnny Knoxville                                                                  | Ann Carli – Not a Girl (Crossroads) |
| Schlechtester Film, der auf Teenager abzielt | Spike Jonze · Johnny Knoxville                                                                  | Neal H. Moritz – xXx – Triple X (XXX) |
| Schlechtester Film, der auf Teenager abzielt | Spike Jonze · Johnny Knoxville                                                                  | Charles Roven und Richard Suckle – Scooby-Doo |